# Werner Striese
Werner Striese (26. října 1929, Steinsdorfu, okres Goldberg, Dolní Slezsko – 11. září 2020, Bad Urach) byl německý sochař a fotograf.

## Životopis
Začal studovat jako sochař a truhlář ve škole řezbářství ve Bad Warmbrunnu u Ernsta Rülkeho, posledního ředitele této školy. Po druhé světové válce pokračoval ve studiu v Lipsku, Bonlandenu a Stuttgartu, zde opět u Ernsta Rülkeho. Od roku 1950 Striese také pracoval jako fotografický umělec (tvorba fotografií a tisk).
Striese a Elsbeth Siebenbürger, také studentka školy řezbářství ve Warmbrunnu, patřili k esslinglingenskému uměleckému cechu. V místě svého bydliště v Bad Urachu vyráběl nábytek a soustružnické výrobky, vytvořil intarzie, hliníkové a dřevěné sochy. Pracoval také jako učitel.
Striese obdržel několik cen a ocenění.

## Výstavy (výběr)
Svou tvorbu, dřevořezby i fotografie, prezentoval na mnoha skupinových a samostatných výstavách ve své slezské vlasti v Polsku, České republice a Německu. Mezi novější výstavy patřily:
- Květen 2006: Stromy, výstava Krkonošského národního parku v Hermsdorfu / Slezsku
- Listopad 2006 – březen 2007: Zima v Krkonoších. Fotografické dojmy Wernera Striese, výstava nadace „Kulturwerk Schlesien“ v Grafschaftsmuseum Wertheim
- Září 2007: Werner Striese, Bad Urach-Warmbrunn / Rsgb.: Vzpomínky na Krkonoše. Výstava Hohenelbe Riesengebirge v Krkonošském muzeu v Marktoberdorf / Allgäu

## Publikace
- Reisen und Erleben „Riesengebirge“ (dvojjazyčná mapa pro volný čas a výlety), fotograf Werner Striese, Verlag Höfer, 2005, ISBN 3-931103-23-4
- Schlesischer Bildkalender 2008, fotograf Werner Striese, Aufstieg Verlag Landshut, 2007, ISBN 3-7612-0276-8
- Sudetenland in Farbe 2008 (kalendář), fotograf Werner Striese, Verlag Orion-Heimreiter, 2007, ISBN 3-89093-617-2
- Deutsche Kulturlandschaften 2008 (kalendář), fotograf Werner Striese, Verlag Orion-Heimreiter, 2007, ISBN 3-89093-625-3